# Cantó de La Chapelle-la-Reine

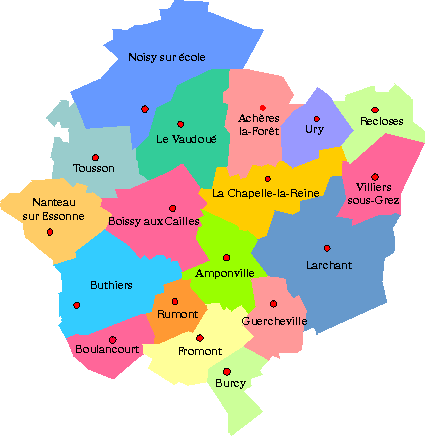
Municipis del Cantó

El cantó de La Chapelle-la-Reine és un antic cantó francès del departament del Sena i Marne, que estava situat al districte de Fontainebleau. Comptava amb 18 municipis i el cap era La Chapelle-la-Reine.
Va desaparèixer al 2015 i el seu territori es va dividir entre el cantó de Fontainebleau i el cantó de Nemours.

## Municipis
- Achères-la-Forêt
- Amponville
- Boissy-aux-Cailles
- Boulancourt
- Burcy
- Buthiers
- La Chapelle-la-Reine
- Fromont
- Guercheville
- Larchant
- Nanteau-sur-Essonne
- Noisy-sur-École
- Recloses
- Rumont
- Tousson
- Ury
- le Vaudoué
- Villiers-sous-Grez

## Història
| Data d'elecció                           | Identitat        | Partit              | Qualitat |
| ---------------------------------------- | ---------------- | ------------------- | -------- |
| 1842-1848                                | Antoine Leroux   |                     |          |
| 1848-1863                                | Achille Falcou   |                     |          |
| 1863-1870                                | Jules Driard     |                     |          |
| 1870-1907                                | Ernest Pinguet   |                     |          |
| 1907-1945                                | Jacques Dumesnil |                     |          |
| 1945-1964                                | Henri Duval      | Radical independent |          |
| 1964-1994                                | Raymond Pochon   | Divers droite       |          |
| 1994-                                    | Pierre Bacqué    | RPR, després UMP    |          |
| les dades anteriors no són pas conegudes |                  |                     |          |
|                                          |                  |                     |          |